# شيمايو (نيومكسيكو)
شيمايو (بالإنجليزية: Chimayo CDP, New Mexico)‏ هي منطقة سكنية تقع بولاية نيومكسيكو في الولايات المتحدة. تبلغ مساحتها 14.1 كم2، وترتفع عن سطح البحر 1,851 م، بلغ عدد سكانها 3,177 نسمة في عام 2010 حسب إحصاء مكتب تعداد الولايات المتحدة وتصل الكثافة السكانية فيها 225.3 نسمة لكل كيلومتر مربع (583.5/ميل2).

## التركيبة السكانية
حدّد مكتب تعداد الولايات المتحدة بيانات التركيبة السكانية لشيمايو في تعداد الولايات المتحدة. في ما يلي، التركيبة السكانية حسب تعدادي 2000 و2010.

### تعداد عام 2000
بلغ عدد سكان شيمايو 2,924 نسمة بحسب تعداد عام 2000، وبلغ عدد الأسر 1,150 أسرة وعدد العائلات 809 عائلة مقيمة في المنطقة السكنية. في حين سجلت الكثافة السكانية 207.4 نسمة لكل كيلومتر مربع (537.2/ميل2). وبلغ عدد الوحدات السكنية 1,323 وحدة بمتوسط كثافة قدره 93.8 لكل كيلومتر مربع (242.9/ميل2).
وتوزع التركيب العرقي للمنطقة السكنية بنسبة 48.60% من البيض و0.14% من الأمريكيين الأفارقة و0.68% من الأمريكيين الأصليين و0.07% من الأمريكيين ذوي الأصول الآسيوية و44.84% من الأعراق الأخرى و5.68% من عرقين مختلطين أو أكثر و90.83% من الهسبانيون أو اللاتينيون من أي عرق.
بلغ عدد الأسر 1,150 أسرة كانت نسبة 38.3% منها لديها أطفال تحت سن الثامنة عشر تعيش معهم، وبلغت نسبة الأزواج القاطنين مع بعضهم البعض 48.3% من أصل المجموع الكلي للأسر، ونسبة 15.7% من الأسر كان لديها معيلات من الإناث دون وجود شريك، بينما كانت نسبة 6.3% من الأسر لديها معيلون من الذكور دون وجود شريكة وكانت نسبة 29.7% من غير العائلات. تألفت نسبة 26.2% من أصل جميع الأسر من عدة أفراد يعيشون في نفس المنزل ونسبة 8.1% كانت تتألف من شخص يعيش بمفرده يبلغ من العمر 65 عاماً أو أكثر. وبلغ متوسط حجم الأسرة المعيشية 2.54، أما متوسط حجم العائلات فبلغ 3.05.
بلغ العمر الوسطي للسكان 36.2 عاماً. وكانت نسبة 25.3% من القاطنين تحت سن الثامنة عشر، وكانت نسبة 9.1% بين الثامنة عشر والرابعة والعشرين عاماً، ونسبة 29.5% كانت واقعةً في الفئة العمرية ما بين الخامسة والعشرين والرابعة والأربعين عاماً، ونسبة 23.9% كانت ما بين الخامسة والأربعين والرابعة والستين، ونسبة 12.2% كانت ضمن فئة الخامسة والستين عاماً فما فوق. يوجد لكل 100 أنثى 100.4 ذكر، ويوجد لكل 100 أنثى في الثامنة عشر من عمرها فما فوق 98.9 ذكر.
بلغ متوسط دخل الأسرة في المنطقة السكنية 31,474 دولارًا، أما متوسط دخل العائلة فبلغ 35,938 دولارًا. وكان متوسط دخل الذكور 28,009 دولارًا مقابل 24,357 دولارًا للإناث. وسجل دخل الفرد الخاص بالمنطقة السكنية 17,023 دولارًا. وكانت نسبة 14.1% من العائلات ونسبة 19% من السكان تحت خط الفقر، وكان من هؤلاء نسبة 27.4% تحت سن الثامنة عشر ونسبة 28.6% في الخامسة والستين من العمر وما فوق.

### تعداد عام 2010
بلغ عدد سكان شيمايو 3,177 نسمة بحسب تعداد عام 2010، وبلغ عدد الأسر 1,334 أسرة وعدد العائلات 862 عائلة مقيمة في المنطقة السكنية. في حين سجلت الكثافة السكانية 225.3 نسمة لكل كيلومتر مربع (583.5/ميل2). وبلغ عدد الوحدات السكنية 1,574 وحدة بمتوسط كثافة قدره 111.6 لكل كيلومتر مربع (289.0/ميل2).
وتوزع التركيب العرقي للمنطقة السكنية بنسبة 56.66% من البيض و0.47% من الأمريكيين الأفارقة و2.23% من الأمريكيين الأصليين و0.09% من الأمريكيين ذوي الأصول الآسيوية و0.06% من سكان جزر المحيط الهادئ و34.09% من الأعراق الأخرى و6.39% من عرقين مختلطين أو أكثر و89.39% من الهسبانيون أو اللاتينيون من أي عرق.
بلغ عدد الأسر 1,334 أسرة كانت نسبة 30.7% منها لديها أطفال تحت سن الثامنة عشر تعيش معهم، وبلغت نسبة الأزواج القاطنين مع بعضهم البعض 41.8% من أصل المجموع الكلي للأسر، ونسبة 15% من الأسر كان لديها معيلات من الإناث دون وجود شريك، بينما كانت نسبة 7.9% من الأسر لديها معيلون من الذكور دون وجود شريكة وكانت نسبة 35.4% من غير العائلات. تألفت نسبة 30.4% من أصل جميع الأسر من عدة أفراد يعيشون في نفس المنزل ونسبة 10.8% كانت تتألف من شخص يعيش بمفرده يبلغ من العمر 65 عاماً أو أكثر. وبلغ متوسط حجم الأسرة المعيشية 2.38، أما متوسط حجم العائلات فبلغ 2.93.
بلغ العمر الوسطي للسكان 41.2 عاماً. وكانت نسبة 22.3% من القاطنين تحت سن الثامنة عشر، وكانت نسبة 7.9% بين الثامنة عشر والرابعة والعشرين عاماً، ونسبة 24.2% كانت واقعةً في الفئة العمرية ما بين الخامسة والعشرين والرابعة والأربعين عاماً، ونسبة 30.5% كانت ما بين الخامسة والأربعين والرابعة والستين، ونسبة 15% كانت ضمن فئة الخامسة والستين عاماً فما فوق. وتوزع التركيب الجنسي للسكان بنسبة 48.6% ذكور و51.4% إناث.